# Chinizarin
Chinizarin ist eine organisch-chemische aromatische Verbindung. Es handelt sich um einen mit Alizarin und 1,8-Dihydroxyanthrachinon verwandten Anthrachinonfarbstoff.

## Vorkommen

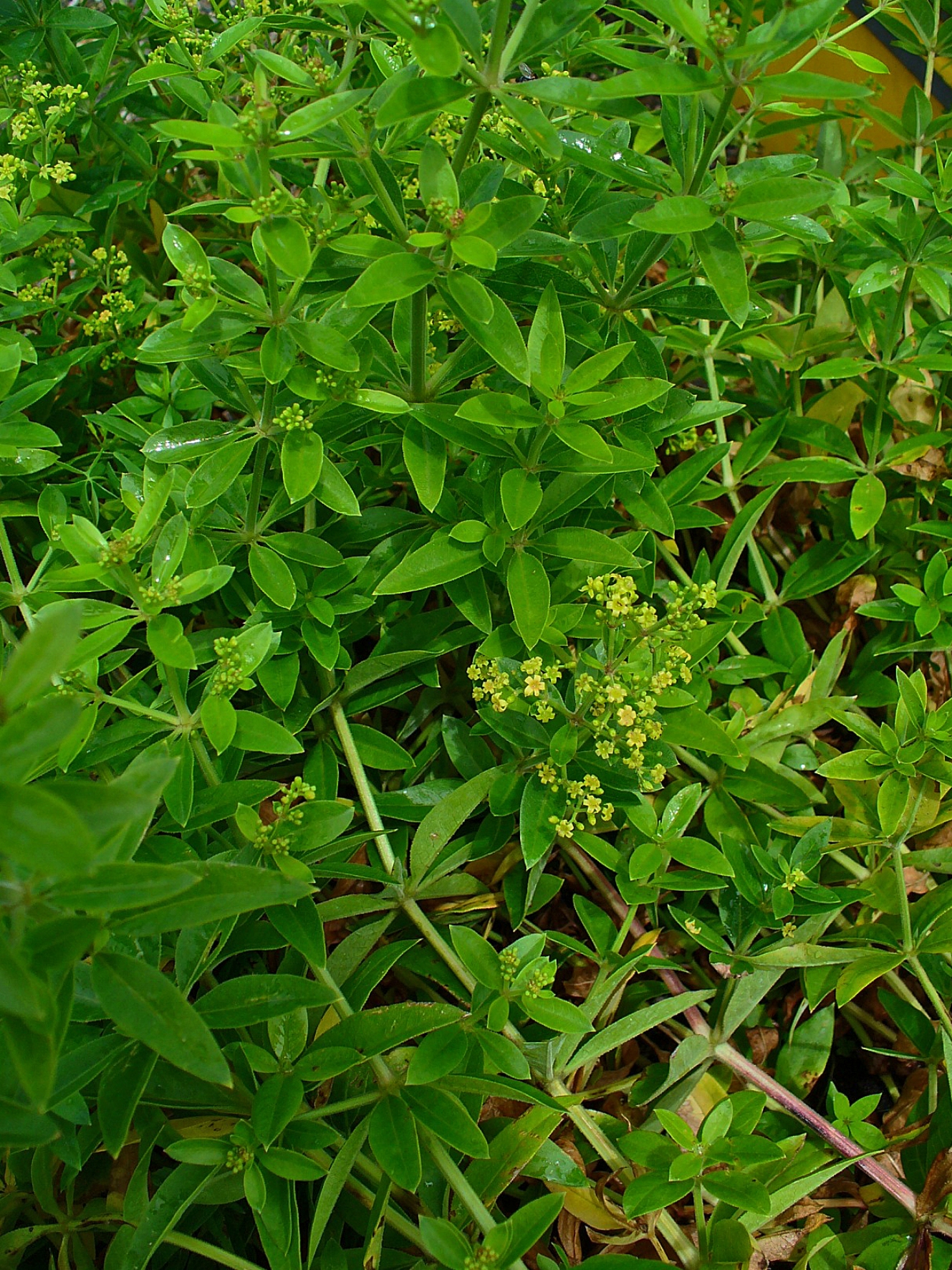
Färberkrapp (Rubia tinctorum)

Chinizarin kommt wie auch andere Anthrachinone in den Wurzeln des Färberkrapps vor.

## Darstellung

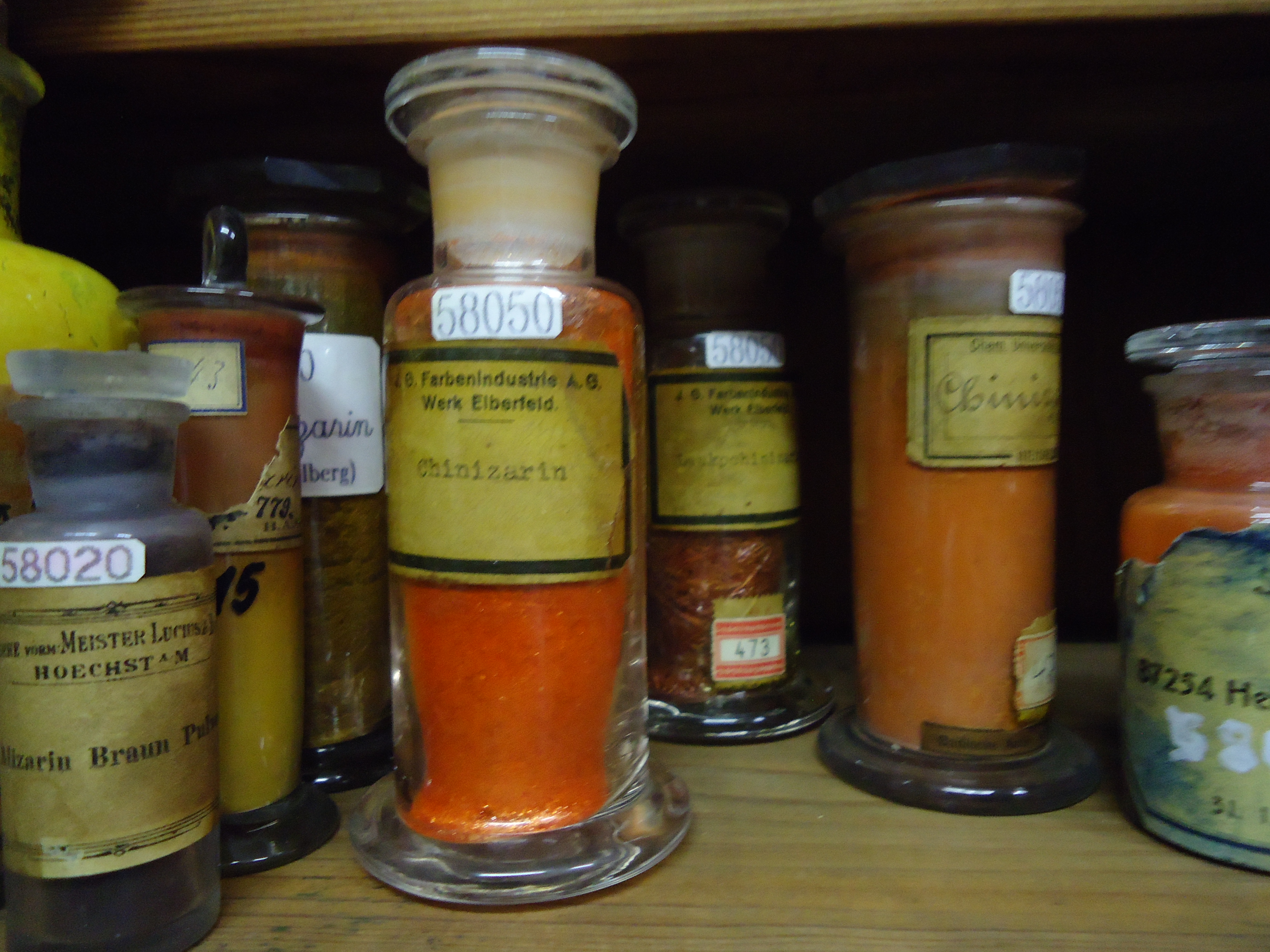
Chinizarin (Historische Farbstoffsammlung der TU Dresden)

In der Literatur sind eine ganze Reihe an Synthesemöglichkeiten beschrieben. Chinizarin kann aus der Reaktion zwischen Phthalsäureanhydrid und Hydrochinon gewonnen werden. Als Lewis-Säure kann hierzu Aluminiumchlorid verwendet werden. Ein weiterer Syntheseweg ist durch die Reaktion von 1,4-Dihydroxynaphthalin mit Maleinsäureanhydrid und Aluminiumchlorid gegeben. Chinizarin lässt sich auch durch eine Reduktion des Purpurins in schwach alkalischer, neutraler oder saurer Lösung, oder mit Eisessig und Zinkstaub, herstellen.

## Verwendung
Der Farbstoff ist in seiner protonierten Form orange. Bei Zugabe von Hydroxidionen färbt sich der Farbstoff violett. Somit kann er als pH-Indikator verwendet werden.